# Psecas bubo
Psecas bubo is een spinnensoort in de taxonomische indeling van de springspinnen (Salticidae).
Het dier behoort tot het geslacht Psecas. De wetenschappelijke naam van de soort werd voor het eerst geldig gepubliceerd in 1871 door Władysław Taczanowski.